# Iceni

Teritoriul populat de Iceni

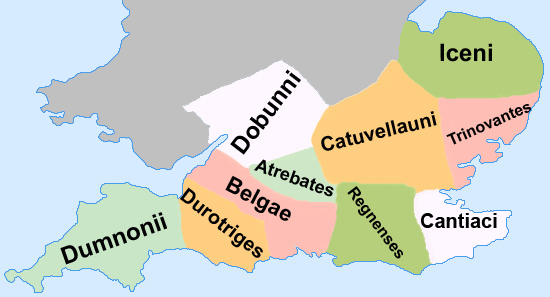
Triburile celtice ale Britanniei de Sud

Icenii au fost un trib britonic (celtic) care a populat teritoriul sud-estic (Norfolk și Suffolk) al insulei Marea Britanie între secolele I î.Hr. și I d.Hr.
Înainte de invazia romană din anul 43 î.Hr., puterea pe peninsulă a aparținut mai multor triburi locale. În timpul ocupației împăratul a divizat triburile în civitas, care a crescut controlul asupra lor. Cele mai multe dintre civitate erau succesorale triburilor, dar unele dintre ele au fost create de către romani. În total în Marea Britanie au existat 16 civitate: Atrebați (Atrebates), Belgi (Belgae), Briganți (Brigantes), Demeți (Demetae), Dobunni, Dumnoni, Durotrigi (Durotriges), Iceni, Catuvellauni, Carveți (Carvetii), Cantiaci, Corieltauvi, Cornovi, Parisi, Regni (Regnenses) și Siluri (Silures). Capitală icenilor a fost orașul Venta Icenorum. Influența romană a fost efectuată, și prin introducerea de monede proprii, aceasta fiind una dintre cauzele rebeliunii din anul 61.